# Андрей Ковачев
Андрей Андреев Ковачев е български политик от ГЕРБ, член на Европейския парламент от 2009 г.

## Биография

### Образование и кариера на мениджър
Андрей Ковачев е роден на 13 декември 1967 г. в София. Има диплома по биология от Университета на Саарланд, Германия (1990 – 1995). По-късно защитава докторат в същия университет (1995 – 1998). Владее английски, немски, френски, руски и испански език.
В периода 1995 – 1998 г. д-р Андрей Ковачев е асистент в университета Саарланд, Германия. По-късно става стажант в Европейския парламент. От 1998 г. е търговски директор в „Alfa Laval Agri“, а от 2002 г. е търговски мениджър в „John Deere“. Между 2004 и 2009 г. е регионален директор за Централна и Източна Европа за „Elsevier“.

### Политическа кариера
От 2007 г. Андрей Ковачев е заместник-ръководител на Комисията по външна политика и европейски въпроси и заместник-международен секретар на ПП ГЕРБ.
Д-р Ковачев е избран за евродепутат след изборите за Европейски парламент през 2009 г. от листата на ГЕРБ. В Европейския парламент Андрей Ковачев оглавява българската делегация в групата на Европейската народна партия.
Между март 2011 г. и ноември 2018 г. Андрей Ковачев е заместник-председател на Съюза на европейските федералисти. Освен това той е и председател на Българския съюз на европейските федералисти.
През 2014 г. е преизбран за евродепутат (втори в листата на ГЕРБ).
През 2014 е избран за Член на Председателството на Европейския Парламент(Квестор), член на Комисия по външни работи и Подкомисия по правата на човека и член на Делегация за връзки със Съединените американски щати. Заместник-член на Комисия по околна среда, обществено здраве и безопасност на храните. Заместник-член на Делегация в Съвместния парламентарен комитет ЕС-Бивша югославска република Македония.
През 2019 г. е отново преизбран за евродепутат (втори в листата на ГЕРБ).

## Дейности и позиции в Европейския парламент
Д-р Андрей Ковачев е заместник-председател на Комисията по външни работи на ЕП и член на Подкомисията по сигурност и отбрана, както и на Делегацията за връзки със САЩ; заместник-член е на Комисията по регионално развитие и Делегацията за връзки с държавите от Югоизточна Азия и Асоциацията на народите от Югоизточна Азия (АСЕАН)
- Комунизъм и преход[3]

На 17 ноември 2010 г. д-р Андрей Ковачев организира конференция в Европейския парламент на тема „Изстраданата европейска мечта на България 1944 – 1989“. В събитието участват най-високопоставени лидери от ЕП и Европейската народна партия, включително президентът на ЕП г-н Йежи Бузек, председателят на ЕНП г-н Жозеф Дол и бившият президент на ЕП и председател на борда на директорите на Фондация „Конрад Аденауер“ д-р Ханс-Герт Пьотеринг. На конференцията присъстват редица политически затворници от времето на комунистическия режим в България, репресирани български турци през т.нар. Възродителен процес, както и много други граждани, чиито лични трагедии са преплетени с комунистическия репресивен апарат на бившата Държавна сигурност.
Събитието се радва на голям успех сред академичната общност, журналисти, организации на репресирани и граждани интересуващи се от историята на тоталитаризма в Източна Европа. Според президента на ЕП Йежи Бузек, който открива конференцията: „Българската опозиция по време на комунистическия режим беше важна с това, че запази европейските ценности – демокрация, право на собственост, идеята за свободата на мисълта и словото, които днес са в основата на Европейския съюз“.
От 2011 г. д-р Ковачев подпомага електронна страница, поддържана от журналиста и участник в конференцията Христо Христов, която се разви като един от най-сериозните източници на информация за изследване на бившата „Държавна сигурност“ и комунизма в България, както и за документи относно влиянието на тайната комунистическа полиция върху българската икономика и върху прехода към демокрация и пазарна икономика.
- Нов закон за дипломатическата служба на България

Д-р Андрей Ковачев е член на работната група в ЕП за Обективна европейска история (Reconciliation of European Histories). Той е и защитник на реформата в българската дипломатическа служба и законовите промени внесени през 2011 г. от българското правителство, целящи да ограничават влиянието на агенти на бившата ДС в българската държава и дипломация.
Според Андрей Ковачев „законът не е прищявка на министъра на външните работи, както противниците му искат да го представят, а е продължение на битка, стара колкото българския преход, тъй като опитите за ограничаване на сътрудниците на тайните служби датират още от неговото начало. Тази битка е част от борбата на българското общество за справедливост“.
- Евроинтеграция на Западните Балкани

В дейността си като евродепутат д-р Андрей Ковачев обръща значително внимание на страните от Западните Балкани и тяхната европейска интеграция, считайки, че приобщаването е единствения път към мир и просперитет в този регион, Андрей Ковачев многократно заявява подкрепата си към реформаторските правителства с европейска ориентация.
В резолюцията на ЕП за напредъка на Македония през 2010 г. д-р Андрей Ковачев а автор на важни поправки, с който за първи път от европейска трибуна се подчертава „значимостта на спазването и поддръжката на културното наследство, което е стълб на европейските ценности и принципи“. При това, резолюцията отбелязва, че „редица гробища, надписи върху фрески и артефакти, които принадлежат към българското културно наследство, са абсолютно изоставени и в руини“.
На редица форуми д-р Ковачев изразява загрижеността си относно „дискриминацията в Македония, особено към гражданите, които открито декларират своето българско самосъзнание. В много случаи, тези хора са били малтретирани и са станали жертва на произволни съдебни решения, отказ за наемане на работа, политически мотивирани арести и лишаване от свобода“.
Андрей Ковачев и Ангел Джамбазки обединяват усилия и предлагат важни добавки в заключителната резолюция  14-ото заседание на Съвместния парламентарен комитет между ЕС и Бивша югославска република Македония.   Сред тях са  искането за отпадане на роуминга, подобряване на ЖП и пътната инфраструктура и свързаността. Добавките са приети радушно и са гласувани.-
Според българския евродепутат особено важно за интеграцията на Македония в Европа е гражданите да са запознати с обективната история на своята страна. Задължителна стъпка в този процес е отварянето на архивите на комунистическите тайни служби на бивша Югославия, както и обявяване на имената на хората свързани с тях. Андрей Ковачев нееднократно е припомнял на македонския политически елит изстрадания път на България към Обединена Европа, не на последно място заради влиянието на бившите тайни служби в икономическия и политически живот на страната. 
Подобно е и отношението му към Сърбия, към чиито власти и представители той неведнъж се е обръщал с искане да отворят архивите на югославските комунистически секретни управления УДБА и да ги предоставят на другите бивши югорепублики.
Андрей Ковачев и Ангел Джамбазки успяват  да обединят усилия и да лобират успешно за признаването от Албания на българско етническо малцинство. Към настоящият момент Ангел Ковачев се бори за признаването на българско етническо малцинство в Косово
Андрей Ковачев в привърженик на отпадането на визите за пътуване в страните от ЕС за всички държави от Западните Балкани. Той открито се противопоставя на тенденцията за възстановяване на визовия режим с някои от тях, тъй като „практиката показва, че визите отнемат възможността на гражданите да опознаят по-добре Обединена Европа, от която един ще станат част“.
- Икономическо управление в ЕС

Андрей Ковачев е сред тези, които подкрепят идеята за общо икономическо управление на ЕС. Той защитава позицията, че единната валута трябва да бъде подкрепена от икономически и фискални политики и координация на наднационално ниво. В тази връзка, д-р Ковачев нееднократно изразява федералните си възгледи за необходимостта от надмогване на междуправителствения инстинкт в икономическата сфера и създаването на наднационални механизми за консултация и вземане на решения. Според него общата валута няма да има стабилна икономическа основа ако държавите не работят съвместно по въпроси от икономическо и бюджетно естество.
- позиция по конституционните въпроси на ЕС – общоевропейски листи, един пряко избран президент на ЕС, подкрепа на ЕСВД (предложения за реформи)

Андрей Ковачев е превърженик на идеята, част от евродепутатите да бъдат избирани с общоевропейски листи. През 2011 г. той застава зад предложението на колегата си от Великобритания Андрю Дъф, 25 членове на Европейския парламент да бъдат избирани по този начин. Според Ковачев инициативата е недвусмислен знак за това, че федералният проект е единственият път напред за Европа. Въпреки разделенията в почти всички парламентарни групи и сериозната опозиция от водещите евродепутати в ЕНП, българският евродепутат отстоява позицията, че отхвърляне на това предложение от новия Европейски парламент с разширени правомощия би било капитулация пред националния популизъм. За него, както и за редица други федералисти, паневропейските листи разширяват политическото пространство от регионалното и националното към наднационалното. Такова европейско представителство би засегнало легитимността на европейските партии.
Като следваща стъпка за засилване демократичната легитимност на европейските институции, д-р Андрей Ковачев предлага позициите на президент на Европейския съвет и на Европейската комисия да бъдат обединени в президент на Европейския съюз, който да бъде избиран пряко от европейските граждани.

## Критики и противоречия
На 13 октомври 2015 г. в една от залите на Европейския парламент в Брюксел се състои за четвърти пореден път среща от поредицата „Изстраданата европейска мечта на България 1944 – 1989 г.“ под мотото „Комунизмът и несломимият човешки дух!“, спонсорирана от Андрей Ковачев. На това събитие като говорител е поканен деятелят на бившата ултранационалистическа организация Съюз на българските национални легиони и бивш политически затворник Дянко Марков. Във връзка с антисемитски изказвания на Марков в миналото организациите Международен център за изследване на малцинствата и културните взаимодействия, българският клон на Б’ней Брит и Маргиналия изпращат до Ковачев отворено писмо, в което го критикуват за това, че е дал трибуна на Марков. В писмото са поставени редица въпроси към евродепутата, но Ковачев така и не отговаря публично на тях.